# Dahira obliquifascia
Dahira obliquifascia (voorheen geplaatst in het geslacht Gehlenia) is een vlinder uit de familie van de pijlstaarten (Sphingidae). De wetenschappelijke naam van de soort werd in 1910 gepubliceerd door George Francis Hampson.
De soort komt voor in het Oriëntaals gebied.